# Edd Byrnes
Pour les articles homonymes, voir Byrnes.
Edward Byrne Breitenberger, dit Edd Byrnes, est un acteur américain né le 30 juillet 1932 à New York dans l'État de New York et mort le 8 janvier 2020 à Santa Monica en Californie,.

## Biographie

### Jeunesse
Edd Byrnes est né Edward Byrne Breitenberger à New York dans l'État de New York. Il avait un frère et une sœur, Vincent et Jo-Ann. Quand Edd avait 13 ans, leur père décède. Il a ensuite abandonné son nom de famille en faveur de celui de Byrnes sur la base du nom de son grand-père maternel, Edward Byrne, pompier de profession.
Son attirance pour le jeu d’acteur s’est développée depuis sa scolarité au lycée, mais il n’a sérieusement envisagé d’en faire un métier qu'après avoir occupé un certain nombre d'emplois différents, tels que conducteur d’ambulance, l’emballage et la vente de fleurs…

### Carrière
En 1956, Edd Byrnes obtient un emploi non rémunéré dans une compagnie de théâtre de plein-air d'été du Connecticut, le Litchfield Community Playhouse. Il a assez vite commencé à apparaître dans les pièces de théâtre de la troupe, où ses rôles lui donnent enfin l’occasion de pratiquer bien plus souvent le métier auquel il aspire. Ensuite, Edd Byrnes a essayé d'obtenir d’autres rôles dans des productions théâtrales de Broadway, mais sans succès. En 1956, il a été choisi pour une apparition dans un épisode de la série télévisée Crossroads, puis on le voit à nouveau dans les épisodes Wire Service et Navy Log de la série.
Un an plus tard, Edd Byrnes a déménagé à Hollywood, où il apparaît dans une production théâtrale locale de Thé et Sympathie. On le voit aussi à l’écran dans des épisodes des séries Les Aventures de Jim Bowie (un personnage historique et compagnon de Davy Crockett à la Bataille de Fort Alamo) et Telephone Time, et aussi dans le film Prisonnier de la peur (1957). Il a été le troisième projet de loi[incompréhensible] dans le film Reform School Girl (1957) pour American International Pictures. Il avait aussi des rôles secondaires dans des films de la Warner Bros., comme Johnny Trouble (1957).
Toujours en 1957, Edd Byrnes a signé un contrat de trois ans avec John Carroll de la société de production Clarion Pictures.
Edd Byrnes a auditionné pour des rôles dans les films Bernadine et Until They Sail, mais sans être retenu. A l’époque, une chronique le décrit comme un genre de Tab Hunter, c’est-à-dire comme une étoile filante de la profession. Il est cependant invité dans un épisode de Cheyenne, produit par Warner Bros qui a bien apprécié son travail d’acteur, et lui fait signer un contrat à long terme en mai 1957.

## Filmographie
- 1957 : Prisonnier de la peur (Fear Strikes Out) de Robert Mulligan : Boy assisiting Jimmy up stairway
- 1957 : Reform School Girl (en) d'Edward Bernds : Vince
- 1957 : Johnny Trouble de John H. Auer : Elliott
- 1958 : Les commandos passent à l'attaque (Darby's Rangers) de William A. Wellman : Lieutenant Arnold Dittman
- 1958 : La Fureur d'aimer (Marjorie Morningstar) d'Irving Rapper : Sandy Lamm
- 1958 : Life Begins at 17 d'Arthur Dreifuss : Jim Barker
- 1958 : Le Témoin dangereux (en) (Girl on the Run) de Richard L. Bare : Kenneth Smiley
- 1959 : La Mission secrète du sous-marin X-16 (Up Periscope) de Gordon Douglas : Pharmacien Mate Ash
- 1959 : Le Géant du Grand Nord (Yellowstone Kelly) de Gordon Douglas : Anse Harper
- 1964 : L'Invasion secrète (The Secret Invasion) de Roger Corman : Simon Fell (forgeron)
- 1965 : Beach Ball de Lennie Weinrib (en) : Dick Martin
- 1967 : Je vais, je tire et je reviens (Vado... l'ammazzo e torno) d'Enzo G. Castellari : Clayton (le banquier)
- 1967 : Professionnels pour un massacre de Nando Cicero : Chattanooga Jim
- 1967 : Sept Winchester pour un massacre (Sette Winchester per un massacro) d'Enzo G. Castellari : Stuart
- 1969 : The Silent Gun (TV) : Joe Henning
- 1971 : Le Virginien (TV) saison 9 épisode 16 (The animal) : Alex Newell
- 1973 : The Gift of Terror (TV) : Les Parker
- 1973 : Wicked, Wicked (en) de Richard L. Bare : Henry Peter « Hank » Lassiter
- 1974 : Stardust de Michael Apted : Interviewer TV
- 1975 : Mobile Two (TV) : Roger Brice

1975 : Thriller (série de Brian Clemens : épisode un mauvais perdant
- 1977 : Telethon (TV) : Charlie Burton
- 1978 : Grease de Randal Kleiser : Vince Fontaine
- 1981 : Twirl (TV) : Bobby Bennett
- 1983 : Erotic Images de Declan Langan : Logan Roberts
- 1987 : Mankillers de David A. Prior : Jack Marra
- 1987 : Back to the Beach (en) de Lyndall Hobbs (en) : Valet
- 1988 : Party Line (en) de William Webb : Maitre d' ?
- 1989 : Troop Beverly Hills de Jeff Kanew : Ross Coleman
- 1999 : Amours et rock'n' roll (en) (Shake, Rattle and Roll: An American Love Story) (TV)